# Partido Comunista de Azerbaiyán (postsoviético)
El Partido Comunista de Azerbaiyán (en azerí: Polonaise; en ruso: Коммунистическая партия Азербайджана) es un partido político azerbaiyano fundado en noviembre de 1993 por Firuddun Hasanov y dirigido por Rauf Gurbanov, considerado oficialmente el sucesor del Partido Comunista de la República Socialista Soviética de Azerbaiyán.

## Historia
Durante el XXXIII Congreso del Partido Comunista de la RSS de Azerbaiyán, celebrado el 16 de septiembre de 1991, se decidió por amplia mayoría su disolución. Las fuerzas comunistas del país se dividieron en diferentes facciones, las cuales a su vez, se organizaron en cuatro partidos políticos distintos: Partido Comunista de Azerbaiyán (Postsoviético), Partido Comunista de Azerbaiyán (Plataforma del marxismo-leninismo), Partido Comunista Unido de Azerbaiyán y Partido Reformista Comunista de Azerbaiyán.
Firuddun Hasanov fundó el PCA postsoviético en noviembre de 1993. Sus miembros fundadores fueron principalmente ciudadanos de origen ruso. Hasanov y sus seguidores apoyaron al gobierno de Heydar Aliyev. En consecuencia, fueron reconocidos como el único partido comunista de Azerbaiyán. En marzo de 1994 fue oficialmente registrado y habilitado para participar en elecciones, pero en septiembre de 1995 fue prohibido debido su posición favorable a la restauración de la Unión Soviética, lo cual constituía un peligro para la reciente independencia del país. El partido fue renombrado como Partido Comunista Unido de Azerbaiyán.

## Ideología
El AzKP suele criticar la política de Estados Unidos en la región. En 2004, después de que el Departamento de Estado de los Estados Unidos dijera que Estados Unidos no planeaba imponer sanciones a Nagorno Karabaj, Ahmadov dijo que los estadounidenses apoyaban encubiertamente los intereses armenios y que Washington no estaba interesado en la solución del conflicto. También agregó que las grandes potencias están utilizando el conflicto del Alto Karabaj para sus propios intereses.[cita requerida]
El AzKP estaba fuertemente en contra de la participación azerí en la guerra de Irak y a menudo expresaba su solidaridad con el pueblo palestino y Cuba.

## Resultados
El partido afirma que tiene 60.000 miembros. El partido publica el periódico Azərbaycan Həqiqəti.
En las elecciones parlamentarias del 5 de noviembre de 2000 y del 7 de enero de 2001, el partido obtuvo el 6,3% del voto popular y 2 de 125 escaños.
En las elecciones parlamentarias del 6 de noviembre de 2005 no obtuvo escaños, pero el presidente Ramiz Ahmadov no se presentó debido a problemas de salud.
En las elecciones municipales del 17 de diciembre de 2004, el partido eligió a 128 miembros para los municipios locales.
En las elecciones presidenciales del 15 de octubre de 2008, el AzKP apoyó al candidato del partido gobernante Nuevo Azerbaiyán, actual presidente de Azerbaiyán Ilham Aliyev.
El AzKP es parte del Partido Comunista de la Unión Soviética (2001).